# Wenche Foss
Wenche Foss, właśc. Eva Wenche Steenfeldt-Foss Stang (ur. 5 grudnia 1917 roku w Kristianii, zm. 28 marca 2011 w Oslo) – norweska aktorka teatralna i filmowa.
Grała m.in. w Carl Johan Teatret (1936–1939), Oslo Nye Teater (1967–1978) i Teatrze Narodowym w Oslo (1952–1967 i od 1978). Zwana wielką diwą norweskiego teatru. Występowała w bardzo urozmaiconym repertuarze, od operetek i komedii do dramatów.
Była wybitną interpretatorką Ibsena. Grała m.in. Heddę Gabler (Hedda Gabler), Matkę Azę  (Peer Gynt), Ellę Rentheim (John Gabriel Borkman), Ellidę Wangel (Oblubienica morza) oraz Madam Helseth (Rosmersholm).
Odznaczona w 1988 roku  Gwiazdą Komandora Orderu Św. Olafa.
W 2007 roku został odsłonięty przez królową Sonję posąg aktorki przed Teatrem Narodowym. Autorem rzeźby jest Per Ung.
Syn artystki, Fabian Stang, był burmistrzem Oslo w latach 2007–2015.
Wenche Foss została pochowana na cmentarzu Ullern Kirkegård w Oslo.

## Filmografia
- 1942: En herre med bart jako Cecilie Grong
- 1945: Rikard Nordraak jako Louise Lund
- 1952: Det kunne vært deg jako Ingrid
- 1959: Herren og hans tjenere jako Pani Helmer
- 1973: Sceny z życia małżeńskiego jako Modern
- 1981: Julia Julia jako Pani Åstrøm
- 1982: Leve sitt liv jako Victoria Lund
- 2002: Księga Diny jako Karen